# Hooray for Love
Hooray for Love é um filme de comédia musical estadunidense dirigido por Walter Lang e estrelado por Ann Sothern e Gene Raymond. Foi lançado pela RKO Pictures em 14 de junho de 1935.

## Enredo
O produtor musical Douglas Tyler tem dois encontros com a cantora Patricia Thatcher. Durante essas reuniões, ele causa uma má impressão. O pai de Patricia pode persuadir Douglas a hipotecar a casa de seus pais e investir esse dinheiro em um novo show. Quando os produtores fogem com o dinheiro de Douglas, o projeto ameaça desmoronar. A apresentação será cancelada a menos que alguém tenha uma ideia brilhante a tempo.

## Elenco
- Ann Sothern ... Patricia Thatcher
- Gene Raymond ... Douglas Tyler
- Bill Robinson ... Bill Robinson
- Maria Gambarelli ... Maria Ganbarell
- Thurston Hall ... Jason Thatcher
- Pert Kelton ... Trixie Chummy
- Georgia Caine ... Magenta P. Schultz
- Lionel Stander	... Chowsky
- Etienne Girardot ... Rechter Peterby
- Fats Waller	... Fats Waller
- Jeni Le Gon	... Jeni Le Gon
- Sam Hardy	... Mijnheer Ganz